# Landscape (Hochhaus)
Landscape (zuvor Tour Pascal, Tour DDE und Tour IBM) ist der Name eines Hochhauses im Pariser Vorort Puteaux in der Bürostadt La Défense. Das Bürohochhaus verfügt über 64.000 m² Bürofläche, verteilt auf 28 Etagen. Entworfen wurde der Büroturm von den Architekten Henri de la Fonta und Dominique Perrault. Fertiggestellt wurde das Hochhaus im Jahr 1983.
Seit 2017 wird das Gebäude umfassend renoviert und von 95 auf 101 Meter aufgestockt.
Das Hochhaus ist mit der Métrostation La Défense und dem Bahnhof La Défense an den öffentlichen Nahverkehr im Großraum Paris angebunden.